# Xã Marble, Quận Madison, Arkansas
Xã Marble (tiếng Anh: Marble Township) là một xã thuộc quận Madison, tiểu bang Arkansas, Hoa Kỳ. Năm 2010, dân số của xã này là 318 người.